# チチカカ (小惑星)
チチカカ (1801 Titicaca) は、小惑星帯に位置する小惑星である。アルゼンチンの天文学者ミゲル・イツィグソーンが、ラプラタのラプラタ天文台で発見した。
アンデス山脈のペルーとボリビアにまたがる、標高3,812mのチチカカ湖に因んで名付けられた。